# 特羅伊·根泰爾
特羅伊·根泰爾（Troy Francis Farshi，1993年10月27日—）是美國的一位演員。他最著名的作品是在ABC情景喜劇戈德堡一家中飾演Barry Goldberg角色。